# 1953 en hockey sur glace
Cette page présente les éléments de hockey sur glace de l'année 1953, que ce soit d'un point de vue rencontres internationales ou championnats nationaux. Les grandes dates des différentes compétitions sont données ainsi que les décès de personnalités du hockey mondial.

## Europe

### Allemagne
- Le BSG Chemie Weißwasser est champion d'Allemagne de l'Est pour le 3e fois.
- Le EV Füssen est champion d'Allemagne de l'Ouest pour la seconde fois[1].

## International

### Championnats du monde
- 7 mars : début du 20e championnat du monde à Bâle et Zurich en Suisse. Le  Canada, les États-Unis, et la Norvège ne participent pas. Abandon de la Tchécoslovaquie à la suite du décès de son président.
- 15 mars : la Suède remporte son premier titre mondial, bien que cette victoire soit ternie par le peu d'opposition rencontré[2]. L'Italie remporte son match face à la Grande-Bretagne 3 à 2 et par la même occasion le tournoi B.

## Autres Évènements

### Décès
- 22 mai : décès d'Arthur Bernier, membre de la formation originel des Canadiens de Montréal. Il prit part au tout premier match de l'histoire de ces derniers le 5 janvier 1910.
- 20 octobre : décès d'Harry Cameron, joueur ayant remporté la Coupe Stanley avec les Blueshirts de Toronto en 1914. Il fut intronisé au Temple de la renommée du hockey en 1962.